# Buddy Lester
Buddy Lester (Chicago, Estados Unidos, 16 de enero de 1917 – Los Ángeles, Estados Unidos, 4 de octubre de 2002) fue un actor de cine y televisión estadounidense.

## Biografía
Nacido en Chicago (Illinois), era el hermano menor del también actor Jerry Lester. Fue intérprete habitual de los largometrajes de Jerry Lewis, entre ellos The Patsy, The Ladies Man, El profesor chiflado, Three on a Couch,  Smorgasbord, Hardly Working y The Big Mouth. También fue Vince Massler, uno de los componentes de la banda junto a Frank Sinatra en la película Ocean's Eleven (1960), y Davey Kane en la comedia The party, de Peter Sellers. 
Además interpretó al corredor de apuestas Sídney en la serie televisiva Barney Miller y a Peter Evans, un jugador, en la segunda temporada de la serie Gomer Pyle, USMC. En la temporada televisiva 1963 - 1964 fue Nick en el programa The New Phil Silvers Show, de Phil Silvers y junto a los actores Stafford Repp, Herbie Faye, Elena Verdugo, Ronnie Dapo y Sandy Descher.
Lester falleció a causa de un cáncer en 2002 en la ciudad de Los Ángeles (California). Tenía 85 años de edad.